# Wąsosz, Podlasiens vojvodskap
För andra betydelser, se Wąsosz.
Wąsosz är en by och landskommun i vojvodskapet Podlasien i nordöstra Polen. Wąsosz har cirka 1 600 invånare.
Staden förstördes under Karl X Gustavs polska krig. Under andra världskriget var staden skådeplats för pogromen i Wąsosz